# Halové mistrovství Evropy v atletice 2023
37. Halové mistrovství Evropy v atletice se konalo v tureckém Istanbulu ve dnech 2.–5. března 2023.

## Česká účast
Českou republiku na tomto šampionátu reprezentovalo xx atletů (xx mužů a x žen).

## Medailisté

### Muži
| Soutěž            | Zlato                                                                 | Stříbro                                                          | Bronz                                                                                |
| ----------------- | --------------------------------------------------------------------- | ---------------------------------------------------------------- | ------------------------------------------------------------------------------------ |
| 60 m              | Samuele Ceccarelli 6,48                                               | Marcell Jacobs 6,50                                              | Henrik Larsson 6,53                                                                  |
| 400 m             | Karsten Warholm 45,35                                                 | Julien Watrin 45,44                                              | Carl Bengtström 45,77                                                                |
| 800 m             | Adrián Ben 1:47,33                                                    | Benjamin Robert 1:47,34                                          | Eliott Crestan 1:47,65                                                               |
| 1500 m            | Jakob Ingebrigtsen 3:33,95                                            | Neil Gourley 3:34,23                                             | Azeddine Habz 3:35,39                                                                |
| 3000 m            | Jakob Ingebrigtsen 7:40,32                                            | Adel Mechaal 7:41,75                                             | Elzan Bibić 7:44,03                                                                  |
| 60 m př.          | Jason Joseph 7,41                                                     | Jakub Szymanski 7,56                                             | Just Kwaou-Mathey 7,59                                                               |
| Štafeta 4 × 400 m | Belgie Dylan Borlée Alexander Doom Kévin Borlée Julien Watrin 3:05,83 | Francie Gilles Biron Téo Andant Muhammad Abdallah Kounta 3:06,52 | Nizozemsko Isayah Boers Isaya Klein Ikkink Ramsey Angela Liemarvin Bonevacia 3:06,59 |
| Skok do výšky     | Douwe Amels 2,31                                                      | Andrij Procenko 2,29                                             | Thomas Carmoy 2,29                                                                   |
| Skok o tyči       | Sondre Guttormsen 5,80                                                | Emmanouil Karalis 5,80 Piotr Lisek 5,80                          | neudělena                                                                            |
| Skok daleký       | Miltiadis Tentoglou 8,30                                              | Thobias Montler 8,19                                             | Gabriel Bitan 8,00                                                                   |
| Trojskok          | Pedro Pichardo 17,60                                                  | Nikolaos Andrikopoulos 16,58                                     | Max Hess 16,57                                                                       |
| Vrh koulí         | Zane Weir 22,06                                                       | Tomáš Staněk 21,90                                               | Roman Kokoško 21,84                                                                  |
| Sedmiboj          | Kevin Mayer 6348 bodů                                                 | Sander Skotheim 6318 bodů                                        | Risto Lillemets 6079 bodů                                                            |

### Ženy
| Soutěž            | Zlato                                                                              | Stříbro                                                                           | Bronz                                                                            |
| ----------------- | ---------------------------------------------------------------------------------- | --------------------------------------------------------------------------------- | -------------------------------------------------------------------------------- |
| 60 m              | Mujinga Kambundjiová 7,00                                                          | Ewa Swobodová 7,09                                                                | Daryll Neitaová 7,12                                                             |
| 400 m             | Femke Bolová 49,85                                                                 | Lieke Klaverová 50,57                                                             | Anna Kiełbasińska 51,25                                                          |
| 800 m             | Keely Hodgkinsonová 1:58,66                                                        | Anita Horvatová 2:00,54                                                           | Agnés Raharolahyová 2:00,85                                                      |
| 1500 m            | Laura Muirová 4:03,40                                                              | Claudia Boboceaová 4:03,76                                                        | Sofia Ennaoui 4:04,06                                                            |
| 3000 m            | Hanna Kleinová 8:35,87                                                             | Konstanze Klosterhalfenová 8:36,50                                                | Melissa Courtneyová-Bryantová 8:41,19                                            |
| 60 m př.          | Reetta Hurskeová 7,79                                                              | Nadine Visserová 7,84                                                             | Ditaji Kambundjiová 7,91                                                         |
| Štafeta 4 × 400 m | Nizozemsko Lieke Klaverová Eveline Saalberg Cathelijn Peeters Femke Bolová 3:25,66 | Itálie Alice Mangione Ayomide Folorunso Anna Polinari Eleonora Marchiando 3:28,61 | Polsko Anna Kiełbasińska Marika Popowicz-Drapała Alicja Wrona Anna Pałys 3:29,31 |
| Skok do výšky     | Jaroslava Mahučichová 1,98                                                         | Britt Weermanová 1,96                                                             | Kateryna Tabašnyková 1,94                                                        |
| Skok o tyči       | Wilma Murtová 4,80                                                                 | Tina Šutejová 4,75                                                                | Amálie Švábíková 4,70                                                            |
| Skok daleký       | Jazmin Sawyersová 7,00                                                             | Larissa Iapichinová 6,97                                                          | Ivana Španovićová 6.91                                                           |
| Trojskok          | Tugba Danismazová 14,31                                                            | Dariya Derkachová 14,20                                                           | Patrícia Mamonaová 14,16                                                         |
| Vrh koulí         | Auriol Dongmová 19,76                                                              | Sara Gambettaová 18,83                                                            | Fanny Roosová 18,42                                                              |
| Pětiboj           | Nafissatou Thiamová 5055 bodů                                                      | Adrianna Sułek 5014 bodů                                                          | Noor Vidtsová 4823 bodů                                                          |